# Multiple Joy(ce) Orchestra
Das Multiple Joy(ce) Orchestra, bis September 2008 James Choice Orchestra, ist ein seit 2003 bestehendes großformatiges Improvisationsensemble aus Köln.

## Bandgeschichte
Das James Choice Orchestra, in dessen Name sich der irische Schriftsteller James Joyce versteckt, wurde von Matthias Schubert, Carl Ludwig Hübsch, Frank Gratkowski und Norbert Stein gegründet; ein erstes Konzert fand am 29. November 2003 im Loft (Köln) statt. Musikalische Vorbilder waren ausgehend vom Jazz Composer’s Orchestra das Globe Unity Orchestra (insbesondere dessen Album Hamburg ’74) und das London Jazz Composers Orchestra um Barry Guy, ferner die Tradition der Gruppenimprovisation im Jazz von Duke Ellington bis Sun Ra sowie die Innovationen von Morton Feldman, Christian Wolff, John Cage, Maurizio Kagel, Iannis Xenakis, György Ligeti, Anthony Braxton und Roscoe Mitchell.
Das Orchester kommt ungefähr fünf Mal jährlich zusammen. Es konzertiert regelmäßig im Loft (Köln), trat aber seit 2005 auch auf dem Moers Festival, der MusikTriennale Köln und im Schloss Morsbroich auf. Die Leitung teilten sich zunächst die vier Gründer Matthias Schubert, Carl Ludwig Hübsch, Frank Gratkowski und Norbert Stein, die zunächst auch alle Kompositionen beisteuerten, die das Orchester aufführte. Nach dem Ausscheiden Steins benannten die verbliebenen Gründer das Orchester in Multiple Joy(ce) Orchestra um und akzentuierten damit Freude (Joy) und Vielfalt.
Das Multiple Joy[ce] Orchestra bezieht in loser Folge Werke von Komponisten in seine Arbeit ein, die sich schon vor Jahren mit nur teilweise festgelegter oder grafisch notierter Musik beschäftigt haben und den kreativen Interpreten in der Umsetzung ihrer Werke als wesentliche Instanz gewertet haben im Sinne der Verschmelzung improvisierter und vorab festgelegter Kompositionselemente. So widmete sich das Multiple Joy[ce] Orchestra 2009 Kompositionen der Neuen Improvisationsmusik von Cornelius Cardew (Treatise) und 2010 Karlheinz Stockhausens Aus den 7 Tagen; 2012 wurden auch Kompositionen von John Cage aufgeführt. Neben den Kompositionen der drei Leiter Matthias Schubert, Carl Ludwig Hübsch, Frank Gratkowski, wurden in den letzten Jahren auch Werke von Scott Fields, Simon Rummel, Andreas Wagner oder Benjamin Weidekamp interpretiert. Im Dezember 2012 trat das Multiple Joyce Orchestra mit dem Programm Plays Matthias Schubert auf.

## Ensemblemitglieder
Mitglied des Ensembles waren und sind ferner: Paulo Álvares (p), Jörg Fischer (dr), Christina Fuchs (sax, cl), Elisabeth Coudoux (clo), Sebastian Gramss (b), Thomas Heberer (tp), Constantin Herzog (b), Joe Hertenstein (dr), Michael Heupel (fl), Leo Huhn (as, ss, bcl), Peter Kahlenborn (dr), Niels Klein (sax), Isis Krüger (voc), Thomas Lehn (syn), Anna Lindblom (voc), Axel Lindner (vln), Tom Lorenz (vib), Matthias Mainz (tp), Dieter Manderscheid (b), Annette Maye (cl), Stephan Meinberg tp), Udo Moll (tp), Matthias Muche (tb), Melvyn Poore (tu), Kathrin Pechlof (harp), Dirk Rothbrust (perc), Vincent Royer (vla), Barbara Schachtner (voc), Sue Schlotte (clo), Angelika Sheridan (fl), Radek Stawarz (vln), Achim Tang (b), Christian Thomé (perc), Nicolao Valiensi (tb), Holger Werner (cl), Georg Wissel (sax), Marion Wörle (electr), Philip Zoubek (p).

## Diskographische Hinweise
- James Choice Orchestra: Live at Moers (Moers Music, 2005)
- James Choice Orchestra: Live at the Music Triennale Köln (Leo Records 2008)
- Multiple Joyce Orchestra / Scott Fields: Moerbow/OZZO (Clean Feed Records, 2011[5])
- Multiple Joy[ce] Ensemble / Matthias Schubert: 9 Compositions (Red Toucan Records[6], 2013)